# Sprekkefjellet
Das Sprekkefjellet (norwegisch für Gespaltener Berg) ist ein isolierter Hügel im ostantarktischen Königin-Maud-Land. Im Mühlig-Hofmann-Gebirge ragt er 8 km nördlich des Mündungsgebiets des Austre Skorvebreen auf. Namengebendes Merkmal sind seine zwei niedrigen Gipfel, die durch einen verschneiten Sattel voneinander getrennt sind.
Norwegische Kartographen, die ihn auch deskriptiv benannten, kartierten ihn anhand von Vermessungen und Luftaufnahmen der Dritten Norwegischen Antarktisexpedition (1956–1960).